# Éva Heyman
Éva Heyman (ur. 13 lutego 1931 w Oradei, zm. 17 października 1944 w Auschwitz-Birkenau) – dziewczynka pochodzenia żydowskiego, nazywana rumuńską Anne Frank, zamordowana w obozie koncentracyjnym Auschwitz-Birkenau.

## Życiorys
Urodziła się w 1931 jako jedyna córka architekta Adalberta (Béli) Heymana i Ágnes Rácz, w zamożnej rodzinie żydowskiej pochodzącej z Biharu. Po rozwodzie rodziców w roku 1935, Éva trafiłą pod opiekę dziadków ze strony matki i pochodzącej z Austrii guwernantki Juszti. Utrzymywała kontakty z matką, choć po zawarciu przez nią drugiego małżeństwa z pisarzem Bélą Zsoltem, matka z córką spotykały się sporadycznie. W dzieciństwie posługiwała się językiem niemieckim i węgierskim, w niewielkim stopniu rumuńskim. Po zmianie granic w 1940, kiedy Oradea znalazła się w granicach Węgier, Éva zatraciła umiejętność posługiwania się językiem rumuńskim. W dzieciństwie otrzymała w prezencie aparat Ikon Zeiss, który stał się przedmiotem jej fascynacji i źródłem marzeń o zawodzie fotoreporterki.
W 1944 dokumentowała swoje życie w pamiętniku, w którym opisywała swoje relacje z najbliższymi, ale także zmieniającą się sytuację społeczno-polityczną - wprowadzanie ustawodawstwa antyżydowskiego i represje wobec tej społeczności, w tym konfiskatę mienia należącego do Żydów. W lutym 1944 wywieziono z Oradei rodzinę Münczerów, w tym najbliższą przyjaciółkę Martę. Od tej pory dominującym tematem w pamiętniku Évy staje się śmierć i obawa o to, czy uda się jej przetrwać.
W początkach maja 1944 żydowska ludność Oradei została zamknięta w getcie, które powstało wokół dawnej fabryki Drehera. Éva była świadkiem okrutnego traktowania ludzi zamkniętych na niewielkiej przestrzeni i samobójstw popełnianych w akcie desperacji. W getcie spędziła miesiąc, 30 maja 1944 w jej pamiętniku pojawił się ostatni wpis, a ona sama przekazała pamiętnik swojej węgierskiej przyjaciółce, kucharce Marisce Szábo. 3 czerwca 1944 wsiadła do pociągu, którym przez trzy dni jechała do obozu w Birkenau. W czasie podróży była odłączona od swoich dziadków, którzy trafili do innego wagonu. Po przybyciu do obozu zadeklarowała, że ma 14 lat i może pracować, tak jak inne kobiety. W obozie była ofiarą eksperymentów medycznych. 17 października doktor Mengele dokonywał selekcji kobiet przeznaczonych do zamordowania. Wtedy też znalazł ukrywającą się Evę, która cierpiała z powodu głębokich ran na nogach i wepchnął ją do żółtego samochodu, który zawiózł ją do komory gazowej.
W obozie zginęli dziadkowie Évy, a także jej ojciec. Matka i ojczym przeżyli wojnę, podobnie jak Mariska Szábo, dzięki której ocalał pamiętnik, wydany drukiem w roku 1948, w języku węgierskim.

## Pamięć
Pamiętnik Évy Heyman przetłumaczono na sześć języków - został wydany w języku angielskim, hebrajskim, niderlandzkim, niemieckim, rosyjskim i rumuńskim. W 2015 w Oradei, w parku Bălcescu odsłonięto pomnik dzieci-ofiar Holocaustu, przedstawiający postać Évy Heyman, dłuta Flora Kenta. Jej imię nosi centrum badawcze historii i kultury Żydów, działające na uniwersytecie w Oradei. W 2019, z inicjatywy izraelskiego milionera Mati Kochaviego powstał profil Evy Heyman na Instagramie.